# Половальник
Половальник — река в России, протекает в Красногвардейском районе Оренбургской области. Устье реки находится в 11 км по правому берегу реки Кристалка к северу от посёлка Нижнекристалка. Длина реки составляет 11 км. Правые притоки — Летовка, Булляк.

## Данные водного реестра
По данным государственного водного реестра России относится к Нижневолжскому бассейновому округу, водохозяйственный участок реки — Самара от Сорочинского гидроузла до водомерного поста у села Елшанка, речной подбассейн реки — Подбассейн отсутствует. Речной бассейн реки — Волга от верховий Куйбышевского вдхр. до впадения в Каспий.
По данным геоинформационной системы водохозяйственного районирования территории РФ, подготовленной Федеральным агентством водных ресурсов:
- Код водного объекта в государственном водном реестре — 11010001012112100007072
- Код по гидрологической изученности (ГИ) — 112100707
- Код бассейна — 11.01.00.010
- Номер тома по ГИ — 12
- Выпуск по ГИ — 1